# Чанчжэн-11
Чанчжэн-11 (кит. 長征十一號運載火箭), или Long March 11, сокр. LM-11 для экспорта или CZ-11 для Китая) — китайская ракета-носитель семейства Чанчжэн. Ракета-носитель на твёрдом топливе, разработана Китайской академией космических технологий. Её первый полёт состоялся 25 сентября 2015 года. Ракета создана на базе серии баллистических ракет DF-31. Предназначена для вывода на солнечно-синхронную орбиту лёгких спутников (до 350 кг).

## Список пусков
| № | Дата (UTC)              | Космодром                                                                                | Полезная нагрузка                                                                                 | Орбита | Результат |
| - | ----------------------- | ---------------------------------------------------------------------------------------- | ------------------------------------------------------------------------------------------------- | ------ | --------- |
| 1 | 25 сентября 2015, 01:41 | Цзюцюань                                                                                 | Pujiang-1 Tianwang-1A Tianwang-1B Tianwang-1C                                                     | ССО    | Успех     |
| 2 | 9 ноября 2016, 23:42    | Цзюцюань                                                                                 | XPNAV-1 Xiaoxiang-1 Lishui-1 01 Pina-2 01, 02 CAS 2T+KS 1Q                                        | ССО    | Успех     |
| 3 | 19 января 2018, 04:12   | Цзюцюань                                                                                 | Jilin-1 Video-07 Jilin-1 Video-08 Xiaoxiang-2 QTT-1 Zhou Enlai KIPP-1                             | ССО    | Успех     |
| 4 | 26 апреля 2018, 04:42   | Цзюцюань                                                                                 | Чжухай-1 OVS 2A Чжухай-1 OHS 2A Чжухай-1 OHS 2B Чжухай-1 OHS 2C Чжухай-1 OHS 2D                   | ССО    | Успех     |
| 5 | 21 декабря 2018, 23:51  | Цзюцюань                                                                                 | Хунъюнь-1                                                                                         | ССО    | Успех     |
| 6 | 21 января 2019, 05:42   | Цзюцюань                                                                                 | Jilin-1 Hyperspectral-01 Jilin-1 Hyperspectral-02 Xiaoxiang-1 03 Lingque-1                        | ССО    | Успех     |
| 7 | 5 июня 2019, 04:06      | Платформа из специально модернизированной баржи (Жёлтое море) 34°54′ с. ш. 121°11′ в. д. | Bufeng-1A Bufeng-1B Jilin-1 High Resolution 03A Xiaoxiang-1-04 Tianqi-3 Tianxiang-1A Tianxiang-1B | НОО    | Успех     |